# 山都町ふれあいバスセンター
山都町ふれあいバスセンター（やまとちょうふれあいバスセンター）は、熊本県上益城郡山都町にある路線バス待合施設。併設バス停は「浜町」。

## 概要
当バスセンターには、熊本バス及び山都町コミュニティバスが乗り入れる。敷地内に車庫が併設されており、建物は二階建の構造で一階の道路側に待合室が設置され、それ以外は関係者専用となっている。熊本バス浜町出張所及び山都町コミュニティバスの事務所が設置されている。なお、営業窓口は設置されていない。

### 設備
- 待合室出入口は3箇所あり、防寒対策のためか二段階となっており、すべて自動ドアが設置。それぞれ1、2、3番のりばが設定されている。段差は無く、バリアフリー仕様。原則、最終便到着後まで開放。
- トイレは男女別及び身障者用。24時間開放。コインロッカーは設置されていない。
- 自動販売機が、正面の県道を渡ってすぐ右側に数台存在。
- 地上波放送が視聴可能のTVが設置され、利用者自身で操作可能。中央部に暖炉が設置されている。

前述のように窓口は設置されておらず、定期券購入等は出来ない。時刻表やお知らせ等が掲示板に掲示されている。
所在地は熊本県上益城郡山都町浜町187番地。

## 路線
下記の項目、熊本桜町バスターミナルを桜町BTと省略。

### バスセンターのりば
この項目では2024年10月1日現在バスターミナルしての発着便を表記。
| 運行事業者             | 路線         | 系統・行先                                                                        | 備考                        |
| ①のりば                | ①のりば      | ①のりば                                                                           | ①のりば                     |
| ---------------------- | ------------ | --------------------------------------------------------------------------------- | --------------------------- |
| 熊本バス               | 御船線       | M3-2：通潤山荘（通潤橋経由)                                                       |                             |
| ②のりば                |              |                                                                                   |                             |
| 熊本バス               | 御船線       | M3-2：桜町BT（金内・御船〔御船町恐竜博物館〕・イオンモール熊本経由）              |                             |
| 熊本バス               | 辺場線       | M4-3：桜町BT（内大臣入口・勢井・霊台橋・砥用学校前・甲佐・イオンモール熊本経由 ） | 平日2便のみ（土日祝日運休） |
| 山都町コミュニティバス | 浜町馬見原線 | 岩尾野（道の駅通潤橋・清和文楽邑・そよう病院・馬見原経由)                         | 平日3便のみ（土日祝日運休） |

### 乗入路線
ここではバスセンター内に乗り入れる路線（系統）を記載。
熊本バス
- M3-2 御船線[1]

通潤山荘 - 通潤橋 - 浜町 - 金内 - 玉虫 - 御船町恐竜博物館前 - イオンモール熊本 - 中の瀬車庫 - 南熊本 - 桜町BT
- M4-3 辺場線

浜町 - 自動車練習場前 - 内大臣入口 - 金内 - 勢井 - 霊台橋 - 砥用学校前 - 佐俣の湯 - 寒野 - 甲佐〔熊本バス甲佐営業所〕 - 辺場 - イオンモール熊本 - 中の瀬車庫 - 南熊本 - 桜町BT
山都町コミュニティバス
- 浜町馬見原線

浜町  - 矢部高グラウンド - 道の駅通潤橋 - 聖橋 - 日暮崎 - 大川 - 清和文楽邑 - 大野幣立宮前 - そよう病院 - 馬見原 - 仲町 - 岩尾野

#### かつて乗り入れていた路線
この項目は同施設が運用後の路線を記載、建て替え前の熊本バス浜町営業所発着路線については熊本バス浜町出張所#廃止路線を参照
熊本バス
- 南14 直行線（菅尾経由便）、2015年廃止

浜町 - 畑 - 御岳小学校前（現 御岳校前） - 清和総合支所前 - 安方 - 菅尾 - 馬見原〔馬見原出張所〕
- 辺場線系統（万坂バイパス経由便）、2015年廃止

浜町 → 自動車練習場前 → 藤木入口 → 万坂（バイパス経由）→ 砥用中央 →（寒野バイパス）→ 甲佐営業所
- 矢部高校スクール線、2023年10月休止

（御船線系統）御船恐竜博物館入口 - 浜町 - 矢部高校前 - 畑
（辺場線系統）甲佐 - 砥用中央 - 内大臣入口 - 浜町 - 矢部高校前 - 畑
- 馬見原線[1]、2024年10月廃止[4]

浜町 - 畑 - 御岳校前 - 清和総合支所前 - 清和文楽邑 - 大野幣立宮前 -  馬見原
山都町コミュニティバス
2024年3月31日コミュニティバス廃止
【同】:(矢部中) - 矢部高グラウンド 
():一般便は非経由
- 葛原線

【同】 - 浜町 - 北川内 - 葛原 - 吐合
- 瀬峰線

【同】 - 浜町 - 白小野 - 藤木入口 - 瀬峰 - 上柚木
- 目丸線

【同】 - 浜町 - (内大臣入口)・津留 - 金地 - 小迫黒谷
- 上菅線

【同】 - 浜町 - 町営グラウンド入口 - 白藤入口 - 鮎の瀬大橋 - 上菅上
- 田所線

【同】 - 浜町 - 町営グラウンド入口 - 田所 - 横野 - (上川井野)・日暮崎
- 小柏原線

【同】 - 浜町 - 杉木 - 中島小 - 布勢 - 小柏原・(木鷺野)
- 福良線

【同】 - 浜町 - 杉木 - 田小野 - 中島小 - (荒ヶ志野)・演習場入口 - 山中 - 長谷 - 福良 - 瀬戸 - (大星)
- 白木谷線

矢部高グラウンド - 浜町 - 大野 - 布田下 - 大石尾 - 田小野 - 中島小 - 布勢 - 白木谷
- 御所線

浜町 - 【同】 - 入佐 - 杉の鶴 - 稲生野 - 一の瀬 - 中川 - 後谷 - 竹ノ迫
- 下名連石線

浜町 - 【同】 - 入佐 - 柿原 - 川島
- 日名田線

浜町 - 矢部高グラウンド - 畑 - 小笹 - 日名田 - 元仁田尾
- 大川浜町線

浜町 - 矢部高グラウンド - 畑 - 御岳校前 - Aコープ清和